# Dröbischau
Dröbischau är en ortsteil i kommunen Königsee i Landkreis Saalfeld-Rudolstadt i förbundslandet Thüringen i Tyskland. Dröbischau var en kommun fram till 1 januari 2019 när den uppgick i Königsee. Kommunen Dröbischau hade 409 invånare 2019.